# NCIS: Origins
NCIS: Origins é uma série de televisão policial americana e a sexta produção da franquia NCIS. Sendo uma prequela da série de TV original NCIS, a história passa-se em 1991 e conta a história do início da carreira de Leroy Jethro Gibbs durante seus anos como agente probatório do Serviço Investigativo Naval (NIS), enquanto ainda processava o trauma do assassinato de sua esposa e filha.
Em Fevereiro de 2025, a série foi renovada para uma segunda temporada.

## Premissa
NCIS: Origins acompanha o jovem Leroy Jethro Gibbs (Austin Stowell) em 1991, anos antes dos eventos de NCIS, e é narrado pelo Gibbs mais velho (Mark Harmon). Na série, Gibbs inicia sua carreira como um agente especial recém-formado no incipiente Escritório do NIS em Camp Pendleton, onde constrói seu lugar em uma equipe corajosa e desorganizada liderada pela lenda do NIS, Mike Franks (Kyle Schmid).

## Elenco

### Principal
- Austin Stowell como o Agente Especial probatório Leroy Jethro Gibbs, um recém chegado à filial de Pendleton do Serviço Investigativo Naval (NIS), precursor do NCIS. OBS.: Mark Harmon reprisa seu papel como o Gibbs mais velho, Agente veterano aposentado do NCIS, que narra a série.
- Kyle Schmid como o Agente Especial do NIS Mike Franks, um agente experiente e chefe da equipe.
- Mariel Molino como Agente Especial Cecilia "Lala" Dominguez, uma ex-Fuzileira determinada a destacar-se no espaço de trabalho dominado por homens.
- Tyla Abercrumbie como Oficial de Apoio de Operações de Campo Mary Jo Hayes, autointitulada "Secretária Chefe encarregada".
- Diany Rodriguez como Agente Especial do NIS Vera Strickland, uma agente durona e prática.
- Caleb Foote como Agente Especial Bernard "Randy" Randolf, o garoto de ouro da equipe.

### Recorrente
- Tonantzin Carmelo como Tish Kwa'la, ex-namorada de Mike Franks.[6]
- Patrick Fischler como Agente Especial Encarregado Cliff Wheeler, chefe do Escritório de Pendleton do NIS.[7]
- Julian Black Antelope como Médico Legista chefe Témet Téngalkat.
- Michael Harney as Richard Kowalski, zelador do depósito de evidências, antes capelão da Marinha.
- Bobby Moynihan como Analista Forense Woodrow "Woody" Browne.
- Lori Petty como Dra. Lenora Friedman, legista assistente.
- Robert Taylor como Jackson Gibbs, pai de Jethro.
- Lucas Dixon como Agente Especial do FBI Tobias Fornell.

### Personagens oriundos da série originalNCISe seus intérpretes
| Personagem         | Ator/atriz em NCIS | Ator/atriz em NCIS: Origins |
| ------------------ | ------------------ | --------------------------- |
| Leroy Jethro Gibbs | Mark Harmon        | Austin Stowell              |
| Mike Franks        | Muse Watson        | Kyle Schmid                 |
| Vera Strickland    | Roma Maffia        | Diany Rodriguez             |
| Jackson Gibbs      | Ralph Waite        | Robert Taylor               |
| Tobias Fornell     | Joe Spano          | Lucas Dixon                 |
| Lara Macy          | Louise Lombard     | Claire Berger               |
| Diane Sterling     | Melinda McGraw     | Kathleen Kenny              |

## Produção
NCIS: Origins foi anunciado em Janeiro de 2024, com os protagonistas da franquia Gina Lucita Monreal e David J. North como showrunners. A série tem produção executiva de Mark Harmon e de seu filho Sean Harmon, que interpretou um Gibbs mais jovem em sequências de flashback na série original.
Austin Stowell foi escalado como Gibbs em março de 2024. Mariel Molino, Kyle Schmid, Tyla Abercrombie e Diany Rodriguez completaram o elenco principal em março.
Lori Petty e Bobby Moynihan juntaram-se ao elenco em Julho.
Em 7 de Novembro de 2024, a CBS encomendou uma temporada completa da série com 5 episódios adicionais, num total de 18 episódios.
A série é filmada em um estúdio recriando o Camp Pendleton dos anos 90, construído no Fort McArthur, uma antiga instalação da Marinha em San Pedro, Califórnia.

## Lançamento
A série estreou na CBS em 14 de Outubro de 2024. A primeira temporada consistirá de 18 episódios.

## Recepção

### Pré-lançamento
O anúncio de NCIS: Origins teve como consequência o cancelamento de NCIS: Hawaiʻi, em sua terceira temporada. O fato causou revolta em muitos fãs, que ameaçaram organizar um boicote de NCIS: Origins.

### Crítica
O sítio agregador Rotten Tomatoes reportou uma taxa de 88% de aprovação, baseada em 8 análises, com uma avaliação média de 5.60/10.